# AddUp
Pour un article plus général, voir Liste de fabricants d'imprimante 3D.
AddUp est un fabricant d'imprimantes 3D français crée par Michelin et Fives en 2016.

## Historique
En 2016, AddUp est créée à 50/50 par Michelin et Fives.
En 2017, AddUp a acquis la start-up 3A (Applications Additives Avancées) spécialisé dans la technologie Electron Beam Melting (Powder Bed Fusion) et a notamment travaillé avec Dassault,.
Au printemps 2018, AddUp a racheté l’alsacien BeAM, spécialiste de la technologie Direct Energie Deposition,.
En 2018, AddUp a aussi conforté son offre en rachetant une autre entreprise française, Poly-Shape, spécialisée dans la conception et la production de pièces par fabrication additive, qui travaille notamment pour les écuries de Formule 1,.
En octobre 2020, AddUp a lancé un plan social visant à supprimer 63 postes sur 279, dont 24 postes dans sa maison mère à Cébazat, 20 pour sa filiale Polyshape (Salon-de-Provence) et 19 pour Beam (Strasbourg),.
En 2024, Michelin cède ses parts à son partenaire Fives qui va rester seul aux commandes.